# Kamisianá
Kamisianá, en grec moderne : Καμισιανά, est un village du dème de Plataniás, en Crète, en Grèce. Selon le recensement de 2011, la population de Kamisianá compte 557 habitants. Il est situé à une altitude de 30 m.

## Population
| Recensements | 1881 | 1900 | 1913 | 1928 | 1940 | 1951 | 1961 | 1971 | 1981 | 1991 | 2001 | 2011 |
| ------------ | ---- | ---- | ---- | ---- | ---- | ---- | ---- | ---- | ---- | ---- | ---- | ---- |
| Population   | 283  | 336  | 488  | 283  | -    | -    | 273  | -    | -    | 435  | 540  | 557  |